# Георги Капчев
 Тази статия е за революционера от края на XIX - началото на XX век.  За чичо му гарибалдиец вижте Георги Капчев (гарибалдиец).  
Георги Иванов Капчев е български журналист, деец на македонската емиграция.

## Биография
Капчев произхожда от българския охридски род Капчеви. Чичо му Георги Капчев е участник в отрядите на Джузепе Гарибалди, а баща му Иван Капчев е член на въстаническия щаб на Кресненско-Разложкото въстание. Майка му е от охридския род Сапунджиеви. Според рапортите на загребската полиция Капчев е роден в 1868 година в Охрид, а според списъка на офицерите на българската армия е роден в 1872 година в Русе. В края на 80-те и до 1892 година Георги Капчев следва в Москва.
Започва да се занимава с публицистика. В януари 1889 година в търновското литературно-научно списание на Цани Гинчев „Труд“ Капчев публикува статия посветена на българския правопис, като отстоява идеята, че в правописа трябва да залегнат особеностите на всички български говори, включително и на македонските:
| „ | Понеже и тъй сме разделени изкуствено, то поне правописът на язика ни да бъде общ и да представлява цялост, което обстоятелство има важно значение при постигането на святата идея, която съществува във всеки българский син - политическата цялост на България. | “ |

Капчев пише и във вестника на Коста Шахов „Македония“. В 1890 година в брой №26 от 12 април в дописка от името на „българската македонска учаща се младеж“ в Москва Капчев протестира срещу сръбските претенции към Македония. В следващия брой от 19 април излиза голяма негова статия „По повод сръбските претенции на Македония“, в която показва, че основният етнос в Македония са българите и че областта е неразривно свързана с България. В статията Капчев използва значителни отклонения от налагащия се правопис, като например отпадането на краесловния ер, отпадането на ю и замяната му с i + у и други. Подобен правопис използват по-късно авторите на списание „Лоза“ на Младата македонска книжовна дружина.
От февруари 1893 до март 1894 година Капчев отбива военната си служба в българската армия и до 1902 година е адвокат в Русе. От 1894 година Капчев се включва активно в живота на македоно-одринската емиграция в България. Той е сред основателите на Македоно-одринското дружество в Русе и негов пръв председател до юни 1895 година. Дружеството участва в учредителния конгрес на Македонската организация в София в 1894 година. В Русе Капчев поддържа тесни връзки със своя съгражданин от Охрид и ръководител на офицерското братство в града капитан Александър Протогеров. След Четническата акция Капчев заедно с Методий Кусев, Георги Паунчев и Илия Георгов е член на делегация, която от името на Македонския комитет в Плоещ моли руското правителство за прилагане на обещаните от Берлинския конгрес реформи в Македония. Капчев е делегат на Втория македонски конгрес в София през декември 1895 година, като участва в седемчленната законодателна комисия, която преработва „Статутите“ на организацията от Първия конгрес. В 1896 година Капчев е сред лидерите на шестхилядния митинг в Русе срещу опитите за вдигане на схизмата срещу Екзархията, а в 1897 година издава възвание срещу турските репресии при Винишката афера.
През юли 1898 година е делегат от балчишкото македонско дружество на Петия македонски конгрес на Македонската организация. След конгреса заминава за Австро-Унгария и се установява в Загреб. В Хърватия с помощта на връзки, които има още от Русе, Капчев развива бурна дейност по македонските дела. Публикува няколко статии и издава брошурата „Македония или глас на роба“, която излиза в две издания на хърватски и трето на български. Първата статия в брошурата започва с обръщение „в името на измъчения и в агония живущия политически български народ в Македония“. Капчев прави преглед на действащите според него в Македония четири политически и три религиозни пропаганди – българска, сръбска, гръцка и румънска и униатска, протестантска и православна – които пречат на правилното решаване на Македонския въпрос. Според Капчев от 2 и половина милиона жители на Македония най-голямата част – 1 300 000 са българи:
| „ | Политическата бъдъщност на Македония по видимому е на страната на българите предвид факта, че по-голямата част от населението се именува българи... Българските политически аспирации в Македония са щетни поради факта, че аспираторите мислят, че българското дело в Македония е пропаганда; а това е съвсем криво, тъй като Македония е по-българска от освободена България, което е доказала фактично на дело, във време църковната борба за самостоятелност през 1860 - 1872 г., гдето водителите на тая църковнополитическа борба са били македонци, които преимуществено са носили най-големи морални и материални тежини. | “ |

В брошурата си Капчев развива идеи за автономия на Македония и Одринска Тракия, а в по-далечно бъдеще и за Балканска южнославянска федерация по подобие на САЩ.
В Загреб Капчев поддържа активни контакти с видни български и хърватски общественици. Продължава да поддържа активна кореспонденция с Александър Протогеров. В едно от своите писма изразява съмнение, че идващият при него Стефан Дедов се е ангажирал със сръбската пропаганда в Белград. Кореспондира си с българския търговски агент в Скопие Димитър Ризов, с видния публицист Антон Драндар, среща се с професор Иван Шишманов, който го насърчава в деността му. Финансова подкрепа на Капчев оказват епископите Йосиф Щросмайер и Юлий Духобекски, както и поетът политик, водач на Домовинската партия на правото Август Харамбашич, който пише стихотворението „На братята българи в Македония“, специално за брошурата на Капчев. Загребският вестник „Обзор“ му предоставя възможността да публикува статии по македонския въпрос.
От края на ноември 1898 година Капчев започва да издава в Загреб вестник „Македония“, който след установяването му в Женева в началото на януари 1899 година, продължава да излиза там. Междувременно, през 1897-1898 г. в Женева група български студенти учредяват Македонски таен революционен комитет, който развива идеите на политическия екстремизъм – анархизма и тероризма. Отслабването на ръководния център в лицето на ВМК дава възможност на някои второстепенни дейци от периферията на движението да предприемат опити са създаване на алтернативни организации, които обаче се оказват ефимерни и нетрайни. В Женева на 12 януари 1899 от името на така наречения Централен македонски комитет, за чиито председател се самопровъзгласява, Капчев разпраща апел до много дипломати, учени, общественици и публицисти в България и други страни за свиквнето на Международен конгрес за решаване на македонския въпрос и прилага програма за необходимите реформи.
Програмата на Капчев съдържа 12 точки и е преработен вариант на програмата за реформи, изработена от Върховния комитет в 1896 година. Според нея Македония и Одринска Тракия трябва да образуват една автономна област със законодателна и изпълнителна власт. Проведеният през февруари от Капчев в Женева конгрес не среща добри отзиви в България, тъй като дублира инициативата на Върховния комитет от януари, която включва писма до посланиците на Великите сили с приложена програмата от 1896 година.
Вестникът на ВМОК „Реформи“ отразява опита на Капчев да създаде свой Централен Македонски комитет по следния начин:
| „ | Но г-н Капчев, въпреки че е сам в тази инициатива да издава вестник в Загреб, смята за необходимо да се изяви като представител на някакъв Централен Македонски революционен комитет и на някакво временно Македонско правителство със седалище „навсякъде и никъде“. Г-н Капчев, ще направи много по-добре, ако каже истината: че седалището на Временното правителство на Македония се намира в главата му, а Централният македонски революционен комитет, който иска да представлява не е никой друг, освен самият г-н Георги Капчев. | “ |

Капчев се връща в България и през май 1899 година е делегат на Шестия македонски конгрес, макар Върховният комитет и Андрей Ляпчев да се опитват да го бламират. Постепенно вижданията на Капчев еволюират и той започва да приема доминиращата във ВМК тенденция за налагане на въоръжената борба. Капчев чете публични лекции и изпълнява поръчения на ВМОК.
В 1902 година се мести в София и е секретар на държавния обвинител на Първия държавен съд срещу бившите министри от кабинета на Тодор Иванчов, като издава книга за процеса. След това Капчев издава 6 книги, посветени на паметници и музеи на Руско-турската освободителна война. Така той доразвива идеята за български музей, създавайки един нов жанр – пътеводителите, разкриващи чрез научно обяснение на историческите факти, събитията от Руско-турската освободителна война. В 1908 година Капчев е в Русия, където прави луксозни издания на някои от книгите си и получава аудиенция при цар Николай II.
Участва в Балканската война и след превземането на Одрин прави край него аматьорски археологически разкопки, като подарява находките на Археологическия музей в София. В 1912 година се среща с Кръсте Мисирков в Одеса, а в 1913 с Димитър Чуповски в Петербург, но не приема развивания от тях македонизъм. През лятото на 1914 година издава в София вестник „Балканско знаме“, който е на крайни проруски славянофилски позиции. Схващанията на Капчев по македонския въпрос обаче си остават непроменени – той смята, че хървати, сърби и словенци трябва да образуват славянска държава в Западните Балкани, а Македония да се присъедини към България в Източните, под егидата на Русия:
| „ | Тържеството на славянското оръжие широко ще очертае на север и запад пределите на Сърбия и тогава Македония ще може да бъде наша в пълна собственост и владение. | “ |

След намесата на България в Първата световна война на страната на Централните сили Капчев емигрира в Русия и се записва доброволец в руската армия, където служи и синът му Иван Капчев. През 1915 -1917 година представя в руското военно министерство, Генерален щаб и министерството на външните работи редица докладни записки за положението в България. На 10 октомври 1915 година заедно с представителя на Одеското българско настоятелство Иван Рашеев представят на руския военен министър Алексей Поливанов предложение да се сформира въоръжен отряд от българи от южноруските губернии в състав 20-30 000 души, който да навлезе в България, в посока Цариград и да вдигне българите против „престъпната война срещу Русия и нейните съюзници“. В края на 1915 година пише:
| „ | България не желае да воюва с нито една от държавите на Четворното съглашение, нито даже със Сърбия, а само взима от Сърбия това, което принадлежи на българите по право. | “ |

В 1917 година Капчев издава в Петроград книгата „Турецкое „наследство“ и Мировая война“. След войната Капчев се връща в България и работи в Министерството на правосъдието. С подкрепата на правителството на Александър Стамболийски в 1923 година издава в Берлин книгата „Народният погром пред Държавния съд“, която след две години е преведена на френски. В нея Капчев продължава да отстоява възгледа, че основният етнически елемент в Македония е българският, и че решението на македонския въпрос е автономията.
Като панславист, той активно подкрепя федералистката и проюгославска политика на Земеделския съюз и на премиера Стамболийски. След Деветоюнския военен преврат през 1923 година Георги Капчев емигрира в Югославия, където според спомените на негов правнук преподава в Белградския университет. Според Иван Михайлов, Капчев като про-югославски ориентиран емигрант е назначен на държавна работа и получава месечно възнаграждение в Белград в размер на 4000 динара.
Умира в 1936 година в Земун.
През 1942 година, брат му Йордан Капчев е член на Охридската общогражданска фондация „Свети Климент Охридски“.

## Родословие
|  |  |  |  |  |  |                               |                               |                               |                               |                               |                               |  |  |                               |                               |                               |                               |                               |                               |  |  |                                     |                                     |                                     |                                     | Илия Капчев                         | Илия Капчев                         | Илия Капчев | Илия Капчев | Илия Капчев                 | Илия Капчев                 |                             |                             |                             |                             |  |  |                          |                          |                          |                          |                          |                          |  |  | Иван Капчев         | Иван Капчев         | Иван Капчев         | Иван Капчев         | Иван Капчев         | Иван Капчев         |  |  |  |  |  |  |  |  |
|  |  |  |  |  |  |                               |                               |                               |                               |                               |                               |  |  |                               |                               |                               |                               |                               |                               |  |  |                                     |                                     |                                     |                                     | Илия Капчев                         | Илия Капчев                         | Илия Капчев | Илия Капчев | Илия Капчев                 | Илия Капчев                 |                             |                             |                             |                             |  |  |                          |                          |                          |                          |                          |                          |  |  | Иван Капчев         | Иван Капчев         | Иван Капчев         | Иван Капчев         | Иван Капчев         | Иван Капчев         |  |  |  |  |  |  |  |  |
|  |  |  |  |  |  |                               |                               |                               |                               |                               |                               |  |  |                               |                               |                               |                               |                               |                               |  |  |                                     |                                     |                                     |                                     |                                     |                                     |             |             |                             |                             |                             |                             |                             |                             |  |  |                          |                          |                          |                          |                          |                          |  |  |                     |                     |                     |                     |                     |                     |  |  |  |  |  |  |  |  |
|  |  |  |  |  |  | Яким Сапунджиев (1836 — 1910) | Яким Сапунджиев (1836 — 1910) | Яким Сапунджиев (1836 — 1910) | Яким Сапунджиев (1836 — 1910) | Яким Сапунджиев (1836 — 1910) | Яким Сапунджиев (1836 — 1910) |  |  | Елисавета Капчева             | Елисавета Капчева             | Елисавета Капчева             | Елисавета Капчева             | Елисавета Капчева             | Елисавета Капчева             |  |  | Георги Капчев (ок. 1828 — ок. 1870) | Георги Капчев (ок. 1828 — ок. 1870) | Георги Капчев (ок. 1828 — ок. 1870) | Георги Капчев (ок. 1828 — ок. 1870) | Георги Капчев (ок. 1828 — ок. 1870) | Георги Капчев (ок. 1828 — ок. 1870) |             |             | Иван Капчев (1849 — 1907)   | Иван Капчев (1849 — 1907)   | Иван Капчев (1849 — 1907)   | Иван Капчев (1849 — 1907)   | Иван Капчев (1849 — 1907)   | Иван Капчев (1849 — 1907)   |  |  | Сапунджиева              | Сапунджиева              | Сапунджиева              | Сапунджиева              | Сапунджиева              | Сапунджиева              |  |  | Параскева Кецкарова | Параскева Кецкарова | Параскева Кецкарова | Параскева Кецкарова | Параскева Кецкарова | Параскева Кецкарова |  |  |  |  |  |  |  |  |
|  |  |  |  |  |  | Яким Сапунджиев (1836 — 1910) | Яким Сапунджиев (1836 — 1910) | Яким Сапунджиев (1836 — 1910) | Яким Сапунджиев (1836 — 1910) | Яким Сапунджиев (1836 — 1910) | Яким Сапунджиев (1836 — 1910) |  |  | Елисавета Капчева             | Елисавета Капчева             | Елисавета Капчева             | Елисавета Капчева             | Елисавета Капчева             | Елисавета Капчева             |  |  | Георги Капчев (ок. 1828 — ок. 1870) | Георги Капчев (ок. 1828 — ок. 1870) | Георги Капчев (ок. 1828 — ок. 1870) | Георги Капчев (ок. 1828 — ок. 1870) | Георги Капчев (ок. 1828 — ок. 1870) | Георги Капчев (ок. 1828 — ок. 1870) |             |             | Иван Капчев (1849 — 1907)   | Иван Капчев (1849 — 1907)   | Иван Капчев (1849 — 1907)   | Иван Капчев (1849 — 1907)   | Иван Капчев (1849 — 1907)   | Иван Капчев (1849 — 1907)   |  |  | Сапунджиева              | Сапунджиева              | Сапунджиева              | Сапунджиева              | Сапунджиева              | Сапунджиева              |  |  | Параскева Кецкарова | Параскева Кецкарова | Параскева Кецкарова | Параскева Кецкарова | Параскева Кецкарова | Параскева Кецкарова |  |  |  |  |  |  |  |  |
|  |  |  |  |  |  |                               |                               |                               |                               |                               |                               |  |  |                               |                               |                               |                               |                               |                               |  |  |                                     |                                     |                                     |                                     |                                     |                                     |             |             |                             |                             |                             |                             |                             |                             |  |  |                          |                          |                          |                          |                          |                          |  |  |                     |                     |                     |                     |                     |                     |  |  |  |  |  |  |  |  |
|  |  |  |  |  |  |                               |                               |                               |                               |                               |                               |  |  |                               |                               |                               |                               |                               |                               |  |  |                                     |                                     |                                     |                                     |                                     |                                     |             |             |                             |                             |                             |                             |                             |                             |  |  |                          |                          |                          |                          |                          |                          |  |  |                     |                     |                     |                     |                     |                     |  |  |  |  |  |  |  |  |
|  |  |  |  |  |  |                               |                               |                               |                               |                               |                               |  |  | Никола Шурбанов (1833 — 1915) | Никола Шурбанов (1833 — 1915) | Никола Шурбанов (1833 — 1915) | Никола Шурбанов (1833 — 1915) | Никола Шурбанов (1833 — 1915) | Никола Шурбанов (1833 — 1915) |  |  | Ефимия Шурбанова                    | Ефимия Шурбанова                    | Ефимия Шурбанова                    | Ефимия Шурбанова                    | Ефимия Шурбанова                    | Ефимия Шурбанова                    |             |             | Георги Капчев (1868 — 1936) | Георги Капчев (1868 — 1936) | Георги Капчев (1868 — 1936) | Георги Капчев (1868 — 1936) | Георги Капчев (1868 — 1936) | Георги Капчев (1868 — 1936) |  |  | Йордан Капчев (1880 — ?) | Йордан Капчев (1880 — ?) | Йордан Капчев (1880 — ?) | Йордан Капчев (1880 — ?) | Йордан Капчев (1880 — ?) | Йордан Капчев (1880 — ?) |  |  |                     |                     |                     |                     |                     |                     |  |  |  |  |  |  |  |  |
|  |  |  |  |  |  |                               |                               |                               |                               |                               |                               |  |  | Никола Шурбанов (1833 — 1915) | Никола Шурбанов (1833 — 1915) | Никола Шурбанов (1833 — 1915) | Никола Шурбанов (1833 — 1915) | Никола Шурбанов (1833 — 1915) | Никола Шурбанов (1833 — 1915) |  |  | Ефимия Шурбанова                    | Ефимия Шурбанова                    | Ефимия Шурбанова                    | Ефимия Шурбанова                    | Ефимия Шурбанова                    | Ефимия Шурбанова                    |             |             | Георги Капчев (1868 — 1936) | Георги Капчев (1868 — 1936) | Георги Капчев (1868 — 1936) | Георги Капчев (1868 — 1936) | Георги Капчев (1868 — 1936) | Георги Капчев (1868 — 1936) |  |  | Йордан Капчев (1880 — ?) | Йордан Капчев (1880 — ?) | Йордан Капчев (1880 — ?) | Йордан Капчев (1880 — ?) | Йордан Капчев (1880 — ?) | Йордан Капчев (1880 — ?) |  |  |                     |                     |                     |                     |                     |                     |  |  |  |  |  |  |  |  |